# Immolation (film)
Pour plus de détails, voir Fiche technique et Distribution.
Immolation (The Wild Goose) est un film américain réalisé par Albert Capellani, sorti en 1921.

## Fiche technique
- Titre : Immolation
- Titre original : The Wild Goose
- Réalisation : Albert Capellani
- Scénario : Gouverneur Morris
- Photographie : Harold Wenstrom
- Pays de production : États-Unis
- Format : Noir et blanc - 1,33:1 - Film muet
- Genre : drame
- Date de sortie : 1921

## Distribution
- Mary MacLaren : Diana Manneers
- Holmes Herbert : Frank Manners
- Dorothy Bernard : Mrs Hastings
- Joseph W. Smiley : Mr Hastings
- Norman Kerry : Ogden Fenn